# Hrvatska vatrogasna zajednica
Hrvatska vatrogasna zajednica (HVZ) središnji je hrvatski državni ured nadležan za vatrogastvo.

## Ustroj
Kao krovna vatrogasna organizacija, objedinjava sve vatrogasne organizacije i postrojbe na području Hrvatske. Uz vatrogasne postrojbe, Hrvatska vatrogasna zajednica okuplja preko 1700 vatrogasnih društava u jedinicama lokalne samouprave i gospodarstvu s oko 150.000 članova koji su udruženi u preko 200 vatrogasnih zajednica općina, područja i gradova te 20 vatrogasnih zajednica županija i Vatrogasnu zajednicu Grada Zagreba. Zajednica okuplja i preko 60 dobrovoljnih vatrogasnih društava u gospodarstvu s oko 1000 vatrogasaca. Članica je Međunarodne zajednice vatrogasnih i spasilačkih službi (International Association of Fire and Rescue Services / Comité Technique International de prevention et d'extinction de Feu (CTIF)).
Hrvatska vatrogasna zajednica obavlja stručne i organizacijske poslove koji se odnose na unaprjeđenje cjelokupnog sustava dobrovoljnog vatrogastva (provedba preventivnih mjera zaštite od požara, gašenje požara i spašavanje ljudi ugroženih požarom i eksplozijom, pružanje tehničke pomoći u nesrećama i opasnim situacijama). Ujedno koordinira i provodi preventivne, operativne i promidžbene aktivnosti s vatrogasnim organizacijama; planira, organizira i provodi osposobljavanje i usavršavanje vatrogasaca; potiče razvoj tehničko-tehnološke opremljenosti dobrovoljnih vatrogasnih postrojbi; predlaže normativno reguliranje dobrovoljne vatrogasne djelatnosti; izdaje stručnu literaturu; organizira rad s vatrogasnom mladeži; organizira vatrogasne vježbe, seminare i natjecanja; ostvaruje međunarodnu suradnju iz područja vatrogastva; skrbi o vatrogasnoj baštini; usklađuje organizacijske i operativne poslove vatrogasnih zajednica županija, gradova i općina te dobrovoljnih vatrogasnih društava.
Organizirala je dvije vatrogasne olimpijade na području Hrvatske, 1966. u Karlovcu i 2005. u Varaždinu.

## Vatrogasne intervencije
U Hrvatskoj svakog dana izbije petnaestak požara. U prosječnoj godini oko 80% požara izazove čovjek (72% zbog nehata i nepažnje, 2,5% zbog dječje igre i 4% namjerno). Požara građevina prosječno izbije 2700 godišnje. Najčešći uzrok požara na otvorenom prostoru su spaljivanje biljnog i drugog zapaljivog biljnog otpada (42%).
Oko 80 posto požara nastaje djelovanjem čovjeka i to zbog:
- nepažnje,
- nemara,
- namjernog paljenja,
- dječje igre,
- nestručnog održavanja i rukovanja strojevima i alatima.

No, vatrogasci ne gase samo požare.
Kada se radi o eksploziji, akcidentu s opasnim tvarima, osobi koja ne može izaći iz pokvarenog dizala, prometnoj nesreći, ekološkom zagađenju ili bilo kakvoj drugoj nesreći, nećete pogriješiti ako nazovete vatrogasce. Ako neka od intervencija nije u njihovoj nadležnosti, Vatrogasni operativni centar proslijedit će informaciju nadležnoj službi, a može Vam dati i dragocjene upute u pogledu daljnjeg postupanja. Ne ustručavajte se nazvati vatrogasce na broj 193 ako smatrate da je nekome potrebna pomoć.

## Vatrogasni vjesnik
Na konstituirajućoj Skupštini Hrvatsko-slavonske vatrogasne zajednice 1876. godine dan je prijedlog o pokretanju službenog hrvatskog vatrogasnog glasila. Prvi broj Vatrogasnog viestnika je izašao 5. siječnja 1896. godine. Časopis je izdan s ciljem promicanja vatrogastva i izvještavanja o vatrogasnim aktivnostima dobrovoljnih vatrogasnih društava. Časopis je izlazio u raznim formatima te nekoliko puta mijenjao ime, ali je ostao središnje glasilo hrvatskih vatrogasaca. Donosi stručne članke i prikaze vatrogasnih intervencija i drugih tema iz vatrogasnog života.

## Muzej hrvatskog vatrogastva
Članovi Prvog hrvatskog dobrovoljnog vatrogasnog zbora u Varaždinu, kolijevci hrvatskog vatrogastva, gotovo od početka djelovanja su prikupljali građu vezanu za varaždinsko i hrvatsko vatrogastvo, te istu prikazali još 1966. u Arhivsko-muzejskoj zbirci u sklopu vatrogasnog doma u Varaždinu. Tijekom godina broj izložaka je rastao, pa je u sklopu proslave 130. obljetnice osnutka 1. hrvatskog dobrovoljnog vatrogasnog zbora u Varaždinu, 19. lipnja 1994. otvorena novoizgrađena zgrada Muzeja hrvatskog vatrogastva u kojoj je izloženo oko 700 predmeta vezanih uz vatrogasnu povijest varaždinskog kraja.
Muzej se danas rasprostire na 400 m2 prostora u prizemlju i na prvom katu. U fundusu muzeja nalazi se oko 1200 predmeta, od čega je u stalnom postavu oko 300 predmeta. Muzejski postav su pripremili muzejski savjetnik u mirovini Miroslav Klemm i voditelj muzejske zbirke Vedran Runjić. Muzejska građa je predstavljena kroz nekoliko glavnih cjelina. Na katu se nalaze prostorije posvećene Prvom hrvatskom dobrovoljnom vatrogasnom zboru u Varaždinu i Hrvatskoj vatrogasnoj zajednici, te razvoju vatrogastva na prostoru Hrvatske od prvih pisanih tragova, preko osnivanja suvremene vatrogasne organizacije do danas. U ovom dijelu su prikazani dokumenti, fotografije, vatrogasna literatura, kacige, vatrogasne zastave, isl. U prizemlju je smještena građa posvećena tehničkoj strani vatrogastva. Kroz ručne štrcaljke, vožnjače, motorne pumpe, osobnu zaštitnu opremu, vatrogasne armature i ostalu opremu prikazan je razvoj vatrogasne tehnike od druge polovice 19. stoljeća do danas.

## Vanjske poveznice
Mrežna mjesta
- Hrvatska vatrogasna zajednica  Arhivirana inačica izvorne stranice od 27. ožujka 2015. (Wayback Machine), službeno mrežno mjesto
- Muzej hrvatskog vatrogastva, službeno mrežno mjesto
- Muzej hrvatskog vatrogastva Hrvatska tehnička enciklopedija, portal hrvatske tehničke baštine. LZMK

- Vatrogasni vjesnik Hrvatska tehnička enciklopedija, portal hrvatske tehničke baštine. LZMK